# ميتيهان غوجلو
ميتيهان غوجلو (بالتركية: Metehan Güçlü) هو لاعب كرة قدم تركي في مركز الهجوم ولد في يوم 2 أبريل 1999 في بلدة مونفرماي في فرنسا. يلعب حالياً مع نادي فالينسيان كمعار من نادي رين وسبق له اللعب مع نادي باريس سان جيرمان.